# Seredyna-Buda
Seredyna-Buda (em ucraniano:  Середина-Буда) é uma cidade da Ucrânia, situada no Oblast de Sumy. Tem 27,03 km² de área e sua população em 2020 foi estimada em 7.500 habitantes.